# In Japan (film dicembre 1911)
In Japan  è un cortometraggio muto del 1911. Il nome del regista non viene riportato nei credit del film, un documentario della Selig.

## Produzione
Il film fu prodotto dalla Selig Polyscope Company.

## Distribuzione
Distribuito dalla General Film Company, il film - un breve documentario di 150 metri - uscì nelle sale cinematografiche statunitensi il 1º dicembre 1911. Nelle proiezioni, veniva programmato con il sistema dello split reel, accorpato in un'unica bobina con un altro cortometraggio prodotto dalla Selig, il documentario Seeing Cincinnati.
Il 24 novembre, la Selig aveva presentato un In Japan in una versione più breve.